# Linux Magazine (inglese)
Linux Magazine è una rivista tedesca di informatica in lingua inglese distribuita in tutto il mondo incentrata sul sistema operativo Linux e l'Open source.

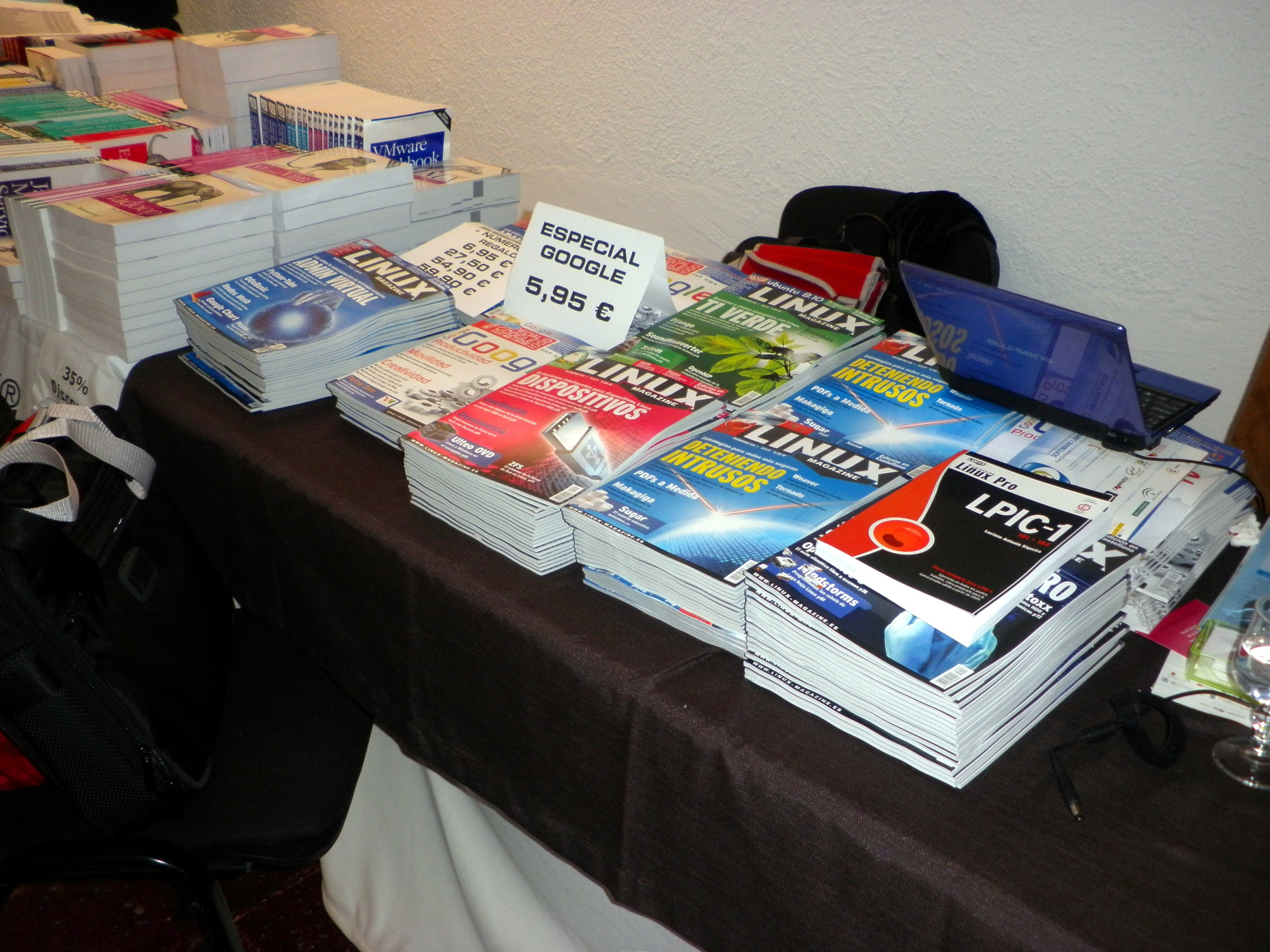
Linux Magazine stand